# Großkrut
Großkrut (do 1922 Böhmischkrut) – gmina targowa w Austrii, w kraju związkowym Dolna Austria, w powiecie Mistelbach. Liczy 1584 mieszkańców (1 stycznia 2014).